# Befana

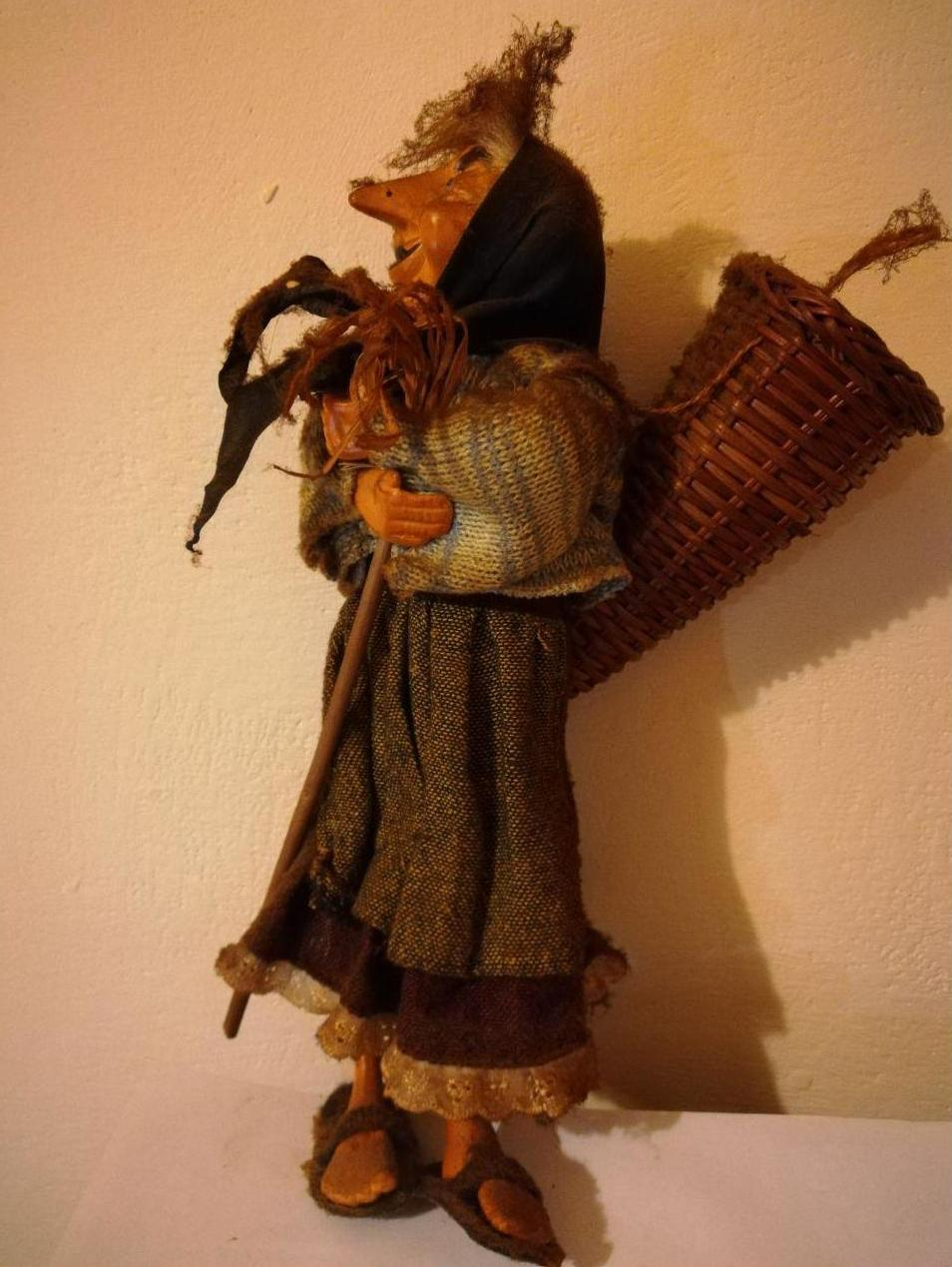
Statuina raffigurante la Befana.

Nel folclore italiano, la Befana (corruzione lessicale di Epifania, lat. *epiphanĭa per il tardo epiphanīa, greco ἐπιφάνεια, epifáneia, attraverso bifanìa e befanìa) è un'anziana e malvestita signora che consegna doni ai bambini in tutta Italia alla vigilia dell'Epifania (la notte del 5 gennaio), in modo simile al Babbo Natale della tradizione nordica la notte del 24 dicembre; è una figura legata alla stagione natalizia italiana. Nel folclore natalizio, la Befana visita tutti i bambini d'Italia alla vigilia della festa dell'Epifania per riempire le loro calze di dolciumi, caramelle, frutta secca e giocattoli se si sono comportati bene. Altrimenti, coloro che si sono comportati male trovano le calze riempite con del carbone o dell'aglio. In molte parti più povere d'Italia, al posto del carbone veniva messo un bastone in una calza. Essendo una brava governante, molti dicono che spazzerà il pavimento prima di andarsene. Per alcuni "spazzare via" significa spazzare via i problemi dell'anno. La famiglia del bambino in genere lascia per la Befana un bicchierino di vino e un piatto con qualche boccone, spesso regionale o locale. Di solito è ritratta come una donna anziana che vola a cavallo di una scopa con indosso uno scialle nero ed è ricoperta di fuliggine perché entra nelle case dei bambini attraverso il camino. Sorride spesso e porta una borsa, un sacco o un cesto pieno di caramelle, regali o entrambi.

## Storia

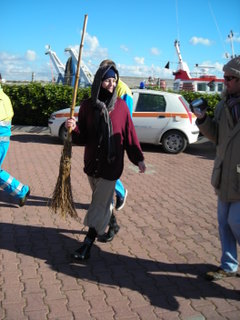
Befana a Campomarino di Maruggio

L'origine è connessa a un insieme di riti propiziatori pagani, risalenti al X-VI secolo a.C., in merito ai cicli stagionali legati all'agricoltura, ovvero relativi al raccolto dell'anno trascorso, ormai pronto per rinascere come anno nuovo, diffuso nell'intera Italia, attraverso una commistione di antichi culti europei, come quello celtico, legati all'inverno boreale.
Gli antichi Romani ereditarono tali riti, associandoli quindi al calendario romano, e celebrando, appunto, l'interregno temporale tra la fine dell'anno solare, fondamentalmente il solstizio invernale e la ricorrenza del Sol Invictus. La dodicesima notte dopo il solstizio invernale, si celebrava la morte e la rinascita della natura attraverso Madre Natura. I Romani credevano che in queste dodici notti (il cui numero avrebbe rappresentato sia i dodici mesi dell'innovativo calendario romano nel suo passaggio da prettamente lunare a lunisolare, ma probabilmente associati anche ad altri numeri e simboli mitologici) delle figure femminili volassero sui campi coltivati, per propiziare la fertilità dei futuri raccolti, da cui il mito della figura "volante". Secondo alcuni, tale figura femminile fu dapprima identificata in Diana, la dea lunare non solo legata alla cacciagione, ma anche alla vegetazione, mentre secondo altri fu associata a una divinità minore chiamata Sàtia (dea della sazietà), oppure Abùndia (dea dell'abbondanza).

Un'altra ipotesi collegherebbe la Befana con un'antica festa romana, che si svolgeva sempre in inverno, in onore di Giano e Strenia (da cui deriva anche il termine "strenna") e durante la quale ci si scambiavano regali.
Secondo interpretazioni largamente accettate in centro e nord Europa si richiamerebbe alla figura germanica di Perchta figura femminile diffusa in tutta Europa con nomi vagamente simili: Bertha in Gran Bretagna, Berchta in Austria, Svizzera, Francia e Nord Italia; Holda o "Frau Holle" in Germania, Frigg in Scandinavia. Si tratta sempre di una personificazione al femminile dell'inverno, e spesso viene rappresentata come una vecchia gobba con naso adunco, capelli bianchi spettinati e piedi abnormi, vestita di stracci e scarpe rotte. 

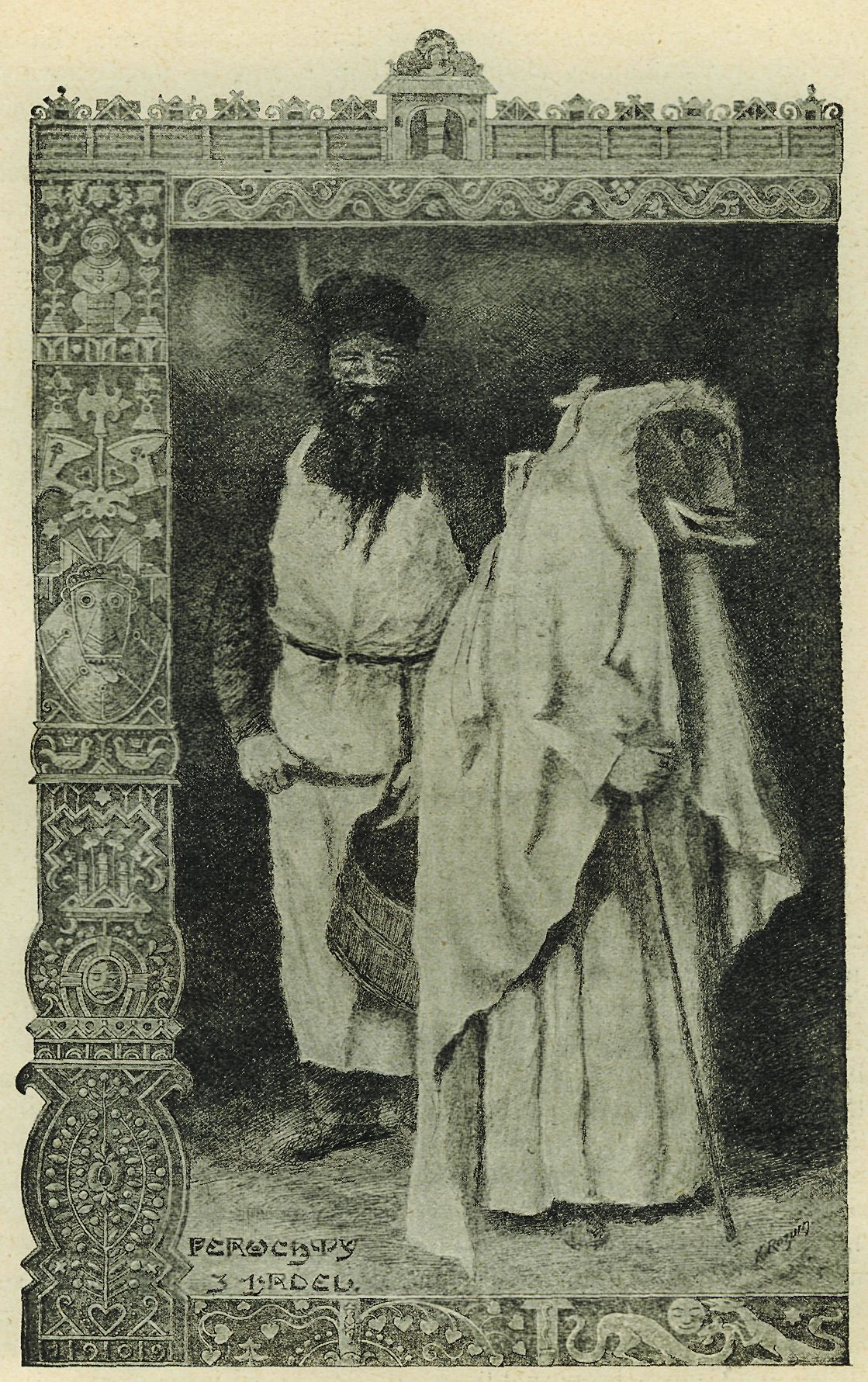
La "Perchta" in una rappresentazione boema

Già a partire dal IV secolo d.C. la Chiesa di Roma cominciò a ripudiare e in taluni casi a condannare esplicitamente tutti i riti e le credenze pagane, definendoli un frutto di influenze sataniche. Queste sovrapposizioni diedero origine a molte personificazioni, che sfociarono, a partire dal Basso Medioevo. La scopa si pensa che sia una rappresentazione dei roghi in cui il manico rappresentava il palo in cui la condannata veniva legata e la saggina rappresentava la catasta di legna da ardere, ma la scopa volante, era anche antico simbolo da rappresentazione della purificazione delle case (e delle anime), in previsione della rinascita della stagione.
Condannata quindi dalla Chiesa, l'antica figura pagana femminile fu accettata gradualmente nel Cattolicesimo, come una sorta di dualismo tra il bene e il male. Già nel periodo del teologo Epifanio di Salamina, la stessa ricorrenza dell'Epifania fu proposta alla data della dodicesima notte dopo il Natale, assorbendo così l'antica simbologia numerica pagana. 

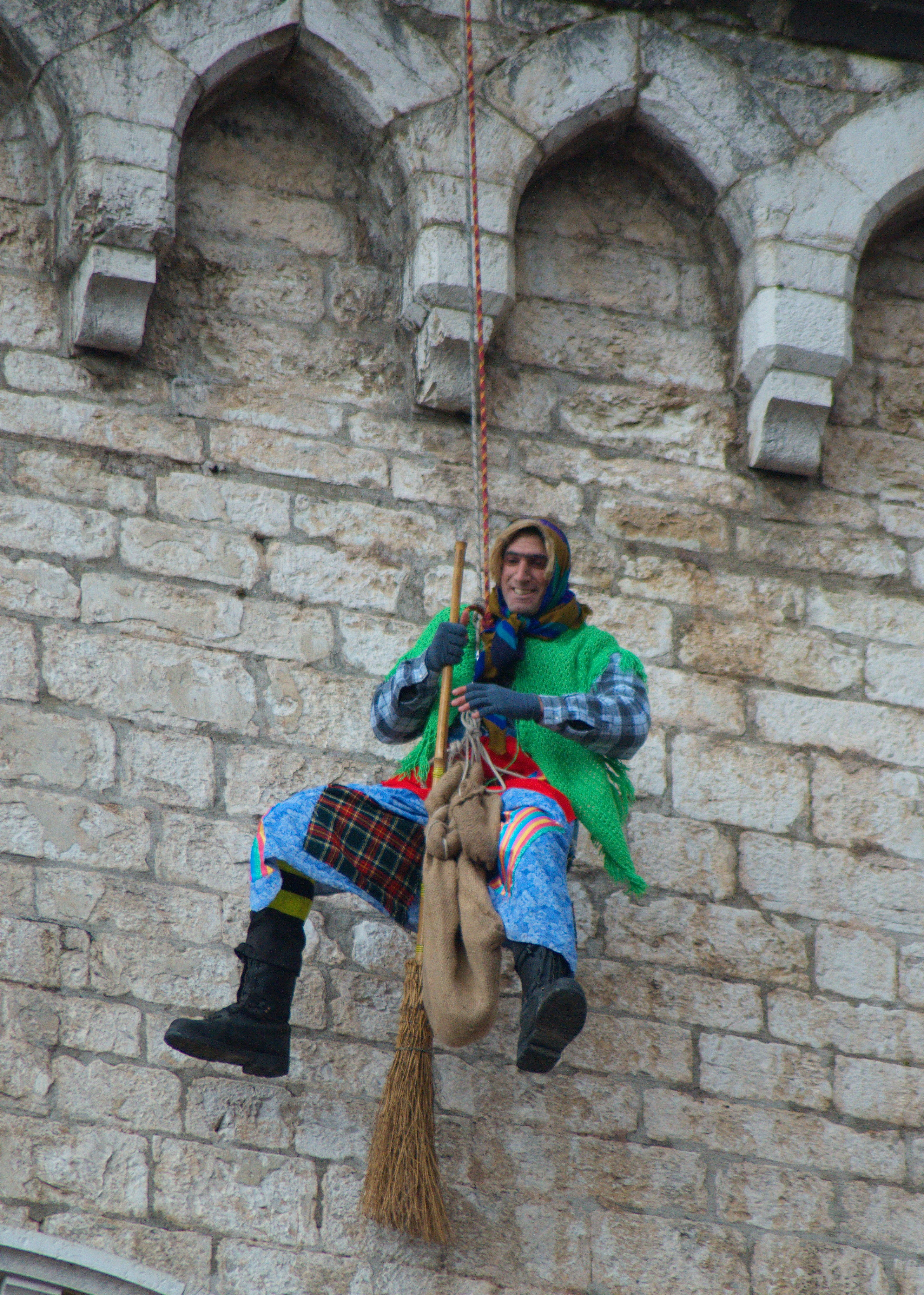
La Befana a Gubbio

Nel 1928, il regime fascista introdusse la festività della Befana fascista, dove venivano distribuiti regali ai bambini delle classi meno abbienti. Dopo la caduta di Mussolini, la Befana fascista continuò a essere celebrata nella sola Repubblica Sociale Italiana.
Nel periodo più recente, innumerevoli e largamente diffuse sono le rappresentazioni italiane della Befana e le feste a lei dedicate; spesso si tratta di un figurante che si cala dal campanile della piazza di un paese, oppure di vecchiettine travestite per distribuire regali ai bambini.
La tradizione la vuole "vecchia" ad indicare il finire di un ciclo: con il solstizio d'inverno si passa infatti dal vecchio al nuovo, dal freddo e dalle notti interminabili all'allungarsi del periodo di luce; inoltre, a livello di calendario legale, con la fine dell'anno si entra nel nuovo anno gregoriano; anche a livello liturgico si conclude il Tempo Liturgico forte, natalizio, e comincia quello Ordinario (seppur breve perché interrotto dai periodi di Settuagesima/Quaresima). Proprio per questo il giorno dell'Epifania, quando si festeggia anche la Befana, viene recitato "Epifania, tutte le feste porta via".

## Caratteristiche

### Il nome
Il nome "Befana", inteso come il fantoccio femminile esposto la notte dell'Epifania, era già diffuso nel dialettale popolare del XIV secolo, specialmente nelle terre dell'antica Etruria (Toscana e Tuscia nell'attuale Lazio settentrionale), quindi utilizzato per la prima volta in italiano da Francesco Berni nel 1535, quindi da Agnolo Firenzuola nel 1541.
Poiché, per tradizione, la Befana lascia i doni in una calza appesa al camino, a Dovadola nell'Appennino forlivese, si prepara la calza definita "la più lunga del mondo".
Vi sono ancora taluni rari luoghi in cui è rimasto, nel linguaggio popolare, il termine "Pefana" come, per esempio, nel paese di Montignoso, nel resto della Provincia di Massa-Carrara, in quella della Spezia nonché in Garfagnana e Versilia, con tradizioni non in linea con le consuete celebrazioni dell'Epifania.
Una versione religiosa invece racconta che i Re Magi in viaggio per Betlemme avessero chiesto informazioni sulla strada ad una vecchia, e che avessero insistito perché lei andasse con loro a portare i doni al salvatore. La vecchia rifiutò, ma poco dopo, pentita, preparò un sacco pieno di doni e si mise in cerca dei Magi e del bambino Gesù. Non trovandoli bussò ad ogni porta e consegnò i doni ai bambini sperando di potersi così far perdonare la mancanza.

### Il carattere
La Befana richiama la tradizione religiosa di Santa Lucia, che dispensava doni ai bambini prima di lei, come faceva San Nicola prima dell'avvento di Babbo Natale. Non è dunque cattiva, è solo infastidita con gli adulti e scorbutica con chi non le aggrada perché tenta di fare il furbo; ma con i bambini si mostra indulgente e comprensiva, una nonnina piena di attenzioni e regali.

### Aspetto fisico e simbologia
La Befana ha l'aspetto di una vecchietta rattrappita dagli acciacchi dell'età e dal freddo, con pochi denti, il volto grinzoso e talvolta, ma non sempre, un naso molto prominente per enfatizzarne la vecchiaia e la poca beltà dovuta all'età anagrafica. 
L'aspetto da vecchia deriva da una raffigurazione simbolica dell'anno vecchio: una volta davvero concluso, lo si può bruciare, così come accadeva in molti paesi europei, dove esisteva la tradizione di bruciare dei fantocci vestiti di abiti logori, all'inizio dell'anno (vedi, ad esempio, la Giubiana e il Panevin o Pignarûl, Casera, Seima o Brusa vecia, il Falò del vecchione che si svolge a Bologna a Capodanno così come lo "sparo del Pupo" a Gallipoli, oppure il rogo della Veggia Pasquetta che ogni anno il 6 gennaio apre il carnevale a Varallo in Piemonte). In molte parti d'Italia, l'uso di bruciare o di segare in pezzi di legno un fantoccio a forma di vecchia (in questo caso pieno di dolciumi) rientrava invece tra i riti di fine Quaresima, cosa analoga avviene nel Salento con il fantoccio della Caremma, addobbata con i suoi simboli iconografici che ricordano le antiche Moire. In quest'ottica, anche l'uso dei doni assumerebbe, nuovamente, un valore propiziatorio per l'anno nuovo.

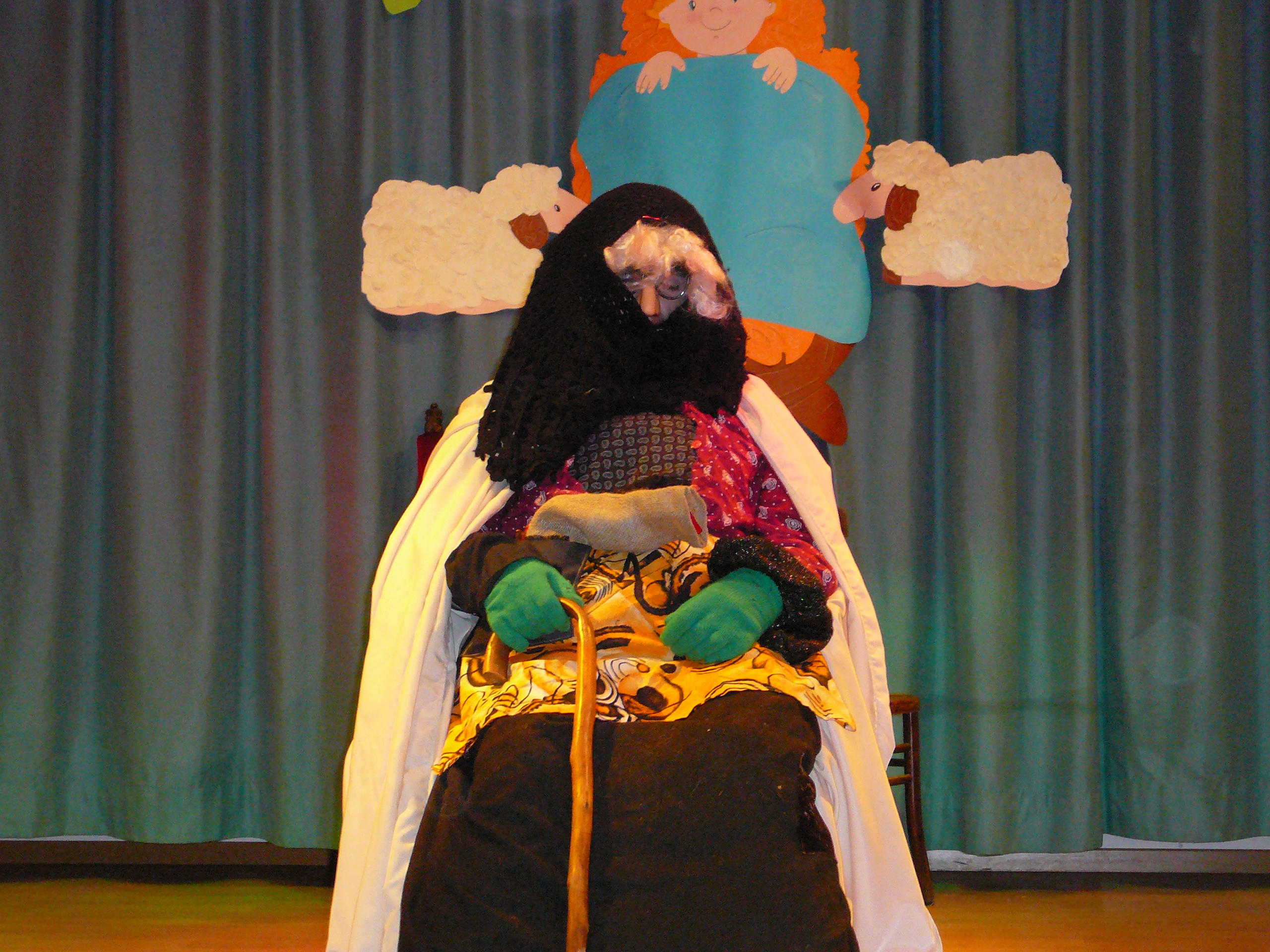
La Befana a Montepulciano Stazione

### Gli abiti e le scarpe[14]
Per ripararsi adeguatamente la Befana indossa gonnoni lunghi, lisi e rattoppati in maniera allegra; spesso indossa il grembiule. Usa inoltre calzettoni pesanti antifreddo e scarpe comode, ma non stivali alla guascone molto più adatti alle streghe delle fiabe. Sulle spalle a volte ingobbite ha sempre uno scialle di lana pesante e colorata e non un mantello svolazzante come capita di trovare in alcune immagini nella rete.

### Il fazzolettone
Non bisogna confondere la Befana con le streghe della tradizione anglosassone. Una Befana vera, infatti, non ha il cappello a punta, come spesso appare su molti siti, blog, e persino in alcune pubblicità televisive. Usa invece esclusivamente un fazzolettone di stoffa pesante (la pezzóla) o uno sciarpone di lana annodato in modo vistoso sotto il mento.

### La scopa
Ha una scopa, usata spesso per appoggiarsi o per volare brevemente. Nell'immaginario, la Befana cavalca la scopa al contrario, e cioè tenendo le ramaglie davanti a sé. Anche in questo, dunque, l'iconografia specifica della Befana non è totalmente assimilabile a quella delle streghe.

### La calza
Altro frequente errore di "immagine" della Befana è quello relativo al sacco dei doni: in realtà la vera Befana porta i suoi regali e il suo carbone e aglio in sacchi di iuta sfatti e slabbrati che assumono la forma di calzettoni enormi, o nelle gerle di vimini, dipende dalla territorialità e dalla tradizione del luogo dove si festeggia. In Italia molte aziende dolciarie nel periodo natalizio commerciano "La Calza" ripiena di dolci.

### Il carbone
Secondo la tradizione orale, la Befana consegna regali ai bambini buoni o carbone e aglio ai bambini birichini. Il carbone - o anche la cenere - da antico simbolo rituale dei falò inizialmente veniva inserito nelle calze o nelle scarpe insieme ai dolci, in ricordo, appunto, del rinnovamento stagionale, ma anche dei fantocci bruciati. Nell'ottica morale cattolica dei secoli successivi, nella calze e nelle scarpe veniva inserito solo il carbone e/o l'aglio come punizione per i soli bambini che si erano comportati male durante l'anno precedente.

## Feste della Befana in Italia
In Veneto nella notte tra il 5 e 6 gennaio "Se brusa a vecia", si brucia nei campi un fantoccio di paglia a forma di Befana. Si tratta di un rito propiziatorio per bruciare gli affanni e le negatività dell'anno passato. Ha inoltre importanza la direzione in cui andranno le faville e il fumo:  Faive a ponente panoce gnente, faive a levante panoce tante… È inoltre un modo per riunire la comunità in un momento così importante per la vita contadina: si beve vin brulè e si mangia la pinza, tipico dolce veneto.
In Liguria Bazâra (pronuncia basâra), la Befana ha un etimo diverso dall'italiano, infatti in lingua genovese ha il significato di "vecchia sporca e trasandata", basti pensare alle lingue iberiche per l'etimo della parola basura che parimenti può significare persona sporca e trasandata; la festa di Bazara è ancora oggi chiamata "Pasquetta"; diversamente che in italiano, con Pasquetta non si indica in Liguria il giorno dopo Pasqua, ma una festività qualunque (pasqua ovvero festa principale e pasquetta festa secondaria).
Non è solo la parola a cambiare, ma anche alcune tradizioni, i ragazzi ad esempio ricevono ciapellette, delle scarpette, e non calze, di cioccolato ripiene di castagne secche, aglio e mandarini o, in alternativa, marenghi d'öo, soldi in cioccolato; tradizionalmente, si lasciavano le proprie scarpe fuori dalla finestra e lo spirito aleggiante di Bazâra nella notte le avrebbe riempite, poiché, nella leggenda, si ipotizzava che avesse le scarpe rotte e ne avesse bisogno di nuove, e avrebbe lasciato una ricompensa a tutti i ragazzini che fossero disponibili a lasciarne un paio in dono fuori dalla finestra, appunto. Si tratta della prima festività dell'anno in cui nella tradizione si mangia pesce e lasagne impastate senza uovo, dette bianche, Epifagna Gianca Lasagna (ovvero Mandilli de Sea), e le ragazze un tempo lasciavano foglie d’ulivo sulla cenere calda del camino per trarre profezie d'amore.
Ad Urbania viene tradizionalmente collocata una Casa Ufficiale della Befana. Vi si celebra, inoltre, ogni anno la "Festa Nazionale della Befana", tradizione ormai ventennale e conosciuta in tutta Italia. Come a Barga in Lucchesia dove da vent'anni un'associazione che "tutela" la tradizione folkloristica della Befana colloca la casa ufficiale della vecchina nei boschi adiacenti al paese,  con vari eventi ed iniziative che culminano nelle giornate del 5 e 6 gennaio.
Sempre in Toscana, nella provincia di Grosseto, esistono i Befani (all'isola d'Elba sono detti Befanotti), uomini che il giorno dell'Epifania vanno assieme alla Befana per le vie cittadine dei paesi a eseguire canti tradizionali maremmani, augurando la "buona Pasqua" (augurio legato alla liturgia dell'Epifania, quando in Chiesa viene letto "l'annuncio del giorno di Pasqua"). A Capezzano Pianore, frazione della provincia di Lucca, la festa è particolarmente sentita il 5 gennaio, con la partecipazione di gruppi che accompagnano con canti e musiche popolari le befane che recano doni e dolciumi nelle borgate del paese fino a notte fonda. Il 6 gennaio la festività culmima con la processione liturgica recante la statua di Gesù fanciullo.
A Corsanico, piccola frazione collinare della provincia di Lucca,viene celebrata la notte del 5 Gennaio.
La Befana arriva "Dalla Stagina" (Località boschiva del paese) e giunge nelle case di tutti i bambini a spaventare chi si è comportato male,e a portare doni a chi è stato buono, solitamente accompagnata dalla sua inquietante e corpulenta aiutante (La signora Trude).
La Befana di Corsanico e la sua aiutante indossano lunghe vesti nere, un grande cappello a punta decorato con edera e una calza nera a coprire il volto.
Nella tradizione Corsaniese La Befana è tutt'altro che una figura rassicurante, i genitori e i nonni sono soliti preparare i bambini già nei primi giorni del mese di Dicembre, avvisandoli che l'arrivo della vecchia strega è alle porte, invitandoli così a comportarsi bene e non fare capricci.
Un'usanza legata alla Befana di Corsanico è "La cascata di caramelle dal camino", recitando la seguente formula : "Befana befana, tu sei la mia dama, tu sei la mi sposa, buttami giù qualcosa, o un melino,o un perino o un pezzetto di befanino" davanti al caminetto nelle sere che vanno da inizio Dicembre fino al 6 Gennaio, in molti casi i bambini possono vedersi piovere dentro casa, direttamente dal camino, vere e proprie cascate di dolciumi, biscotti tradizionali (Befanino), o frutta secca e non.
Un'altra figura da menzionare è quella dell'Alca vecchia,la vecchissima madre della befana, che passa su i tetti delle case la notte del 6 Gennaio per controllare che i bambini buoni che hanno ricevuto i doni continuino a comportarsi bene anche il giorno dopo averli ricevuti, nel migliore dei casi scenderà dal camino per riprendersi i regali,nel peggiore, oltre ai doni, cercherà anche di portarsi a casa i bambini più monelli.
A Corsanico esiste anche una grande tradizione legata ai canti della Befana,strofe, stornelli e scembolate scritte appositamente per prendersi gioco delle figure più particolari e chiacchierate del paese.
In Sardegna, la "Befana" italiana è invece un'introduzione che, per quanto non indigena e relativamente recente, nell'isola è infine giunta a soppiantare le feste tradizionali, come sa Pasca de sos tres Res o de is tres Urreis (in italiano "la festa dei tre re"), analoga alla spagnola festa de los reyes magos. La Carta de Logu, redatta in lingua sarda e rimasta in vigore fino al 1827, si esprime in merito all'Epifania chiamandola Pasca Nuntza, essendo questa la giornata stabilita per la corretta definizione delle feste mobili, fra cui la Pasqua (in sardo conosciuta come sa Pasca Manna, "la grande festa").

### Labefana del vigile urbano

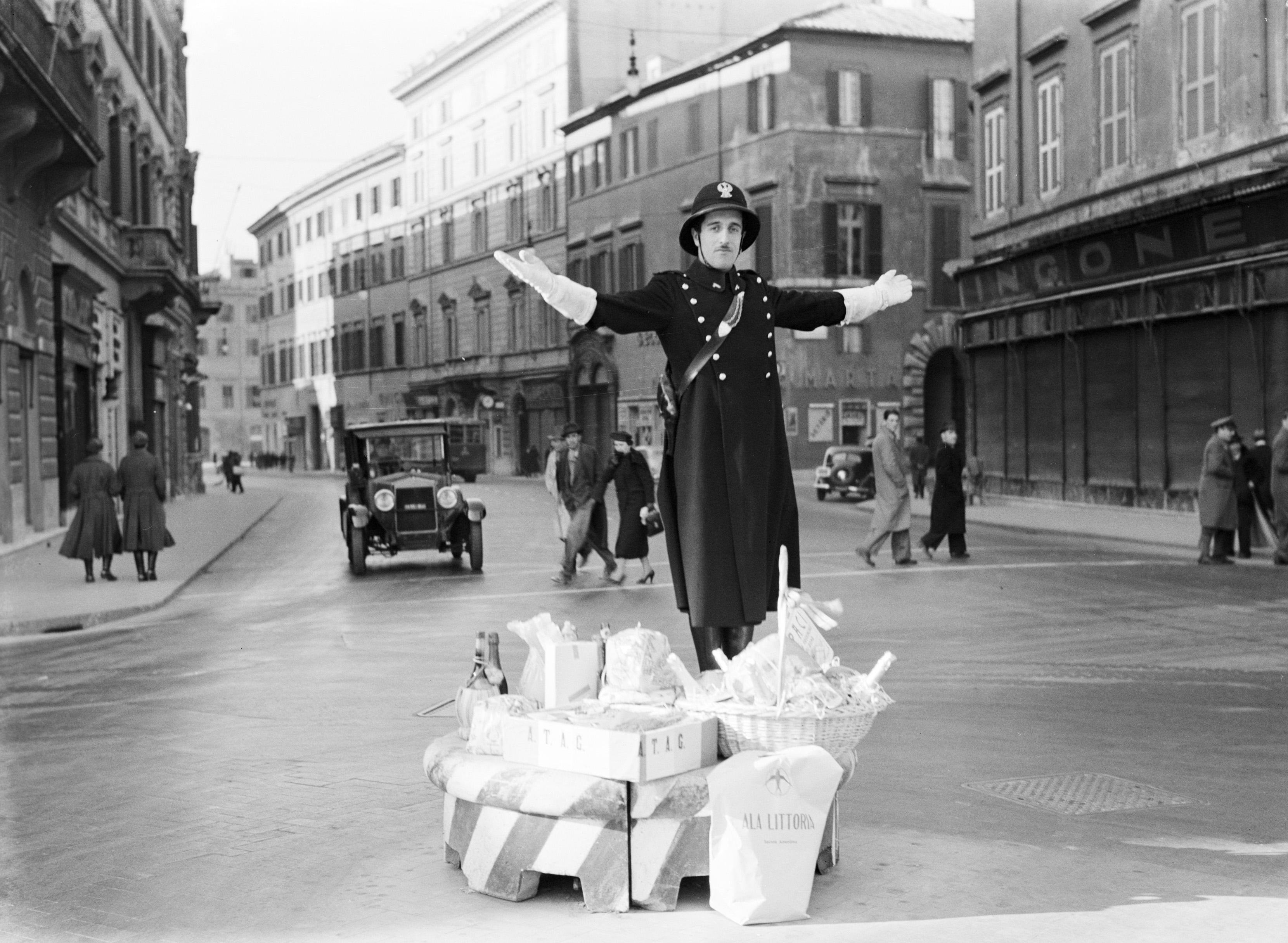
Un vigile urbano a Roma il 6 gennaio 1938, circondato di vari regali.

Importante tradizione a sé, in Italia, è stata quella della befana del vigile urbano.
Iniziata nella prima metà del Novecento e esplosa all'inizio degli anni '50 prima con l'avvento dei ciclomotori di massa e poi delle automobili, consisteva nel porre fisicamente dei doni ai lati delle piattaforme da cui i vigili dirigevano il traffico. La tradizione andò lentamente scemando negli anni '60 per via dell'avvento dei semafori e del rapido cambio di abitudini degli italiani con il boom economico (sebbene oggi sia oggetto di alcuni recuperi).

## Filastrocche e leggende popolari
Fai ben piena la calzina!

Non badare ai capriccetti

Porta bambole e confetti!»
da cui deriva la variante:
Questa è una variante diffusa in Toscana:
oppure:
Variante Calabrese:
Lascia stare la cucuzza!

Non badare ai confetti

Porta pani e pruppetti!»
Altre varianti:
Secondo una versione "cristianizzata" di una leggenda risalente intorno al XII secolo, i Re Magi, diretti a Betlemme per portare i doni a Gesù Bambino, non riuscendo a trovare la strada, chiesero informazioni a una signora anziana. Malgrado le loro insistenze, affinché li seguisse per far visita al piccolo, la donna non uscì di casa per accompagnarli. In seguito, pentita di non essere andata con loro, dopo aver preparato un sacco pieno di doni, uscì di casa e si mise a cercarli, senza riuscirci. Così si fermò a ogni casa che trovava lungo il cammino, donando i regali ai bambini che incontrava, nella speranza che uno di essi fosse il piccolo Gesù. Da allora girerebbe per il mondo, facendo regali a tutti i bambini nella notte del 6 gennaio, per farsi perdonare.
In alcune versioni si dice che sia la moglie di Babbo Natale, o in altre una sua amica o una sua parente; in altre invece si narra che siano in leggera conflittualità visto che il signore in rosso andrebbe a spargere la voce della non esistenza di questa vecchina. In altre ancora si racconta che la Befana abbia un marito (Il Befanotto) molto vecchio, brutto a tal punto da incutere terrore nei bimbi vedendolo arrivare, mentre accompagna la sua vecchia e malandata moglie.

## Serenate
In alcune zone d'Italia da tempo immemorabile c'è l'uso di cantare e suonare serenate e stornelli della Befana nella serata e nella notte tra il cinque e il sei gennaio.

## Letteratura
- Nel XVIII secolo il dotto fiorentino Domenico Maria Manni scrisse L'Istorica notizia delle origini e del significato delle Befane
- Nel 1549 lo scrittore Agnolo Firenzuola la citò nelle sue Rime
- La freccia azzurra è un racconto per bambini scritto da Gianni Rodari e pubblicato da Editori Riuniti nel 1964. Da questa storia è stato tratto un cartone animato a cura di Enzo D'Alò
- Giovanni Pascoli scrisse una poesia intitolata La befana:

(incipit)

## Filmografia
- La freccia azzurra, film d'animazione di Enzo D'Alò (1996)
- Miacarabefana.it, regia di Lodovico Gasparini - film TV (2009)
- SOS Befana, regia di Francesco Vicario - film TV (2011)
- La Befana vien di notte, regia di Michele Soavi (2018)
- La Befana vien di notte II - Le origini, regia di Paola Randi (2021)
- Chi ha incastrato Babbo Natale?, regia di Alessandro Siani (2021)
- Nuovo Santa Clause cercasi, serie Disney+ (2022-in corso) - Il personaggio della Befana appare interpretato dall'attrice Laura San Giacomo[25]

## Galleria d'immagini

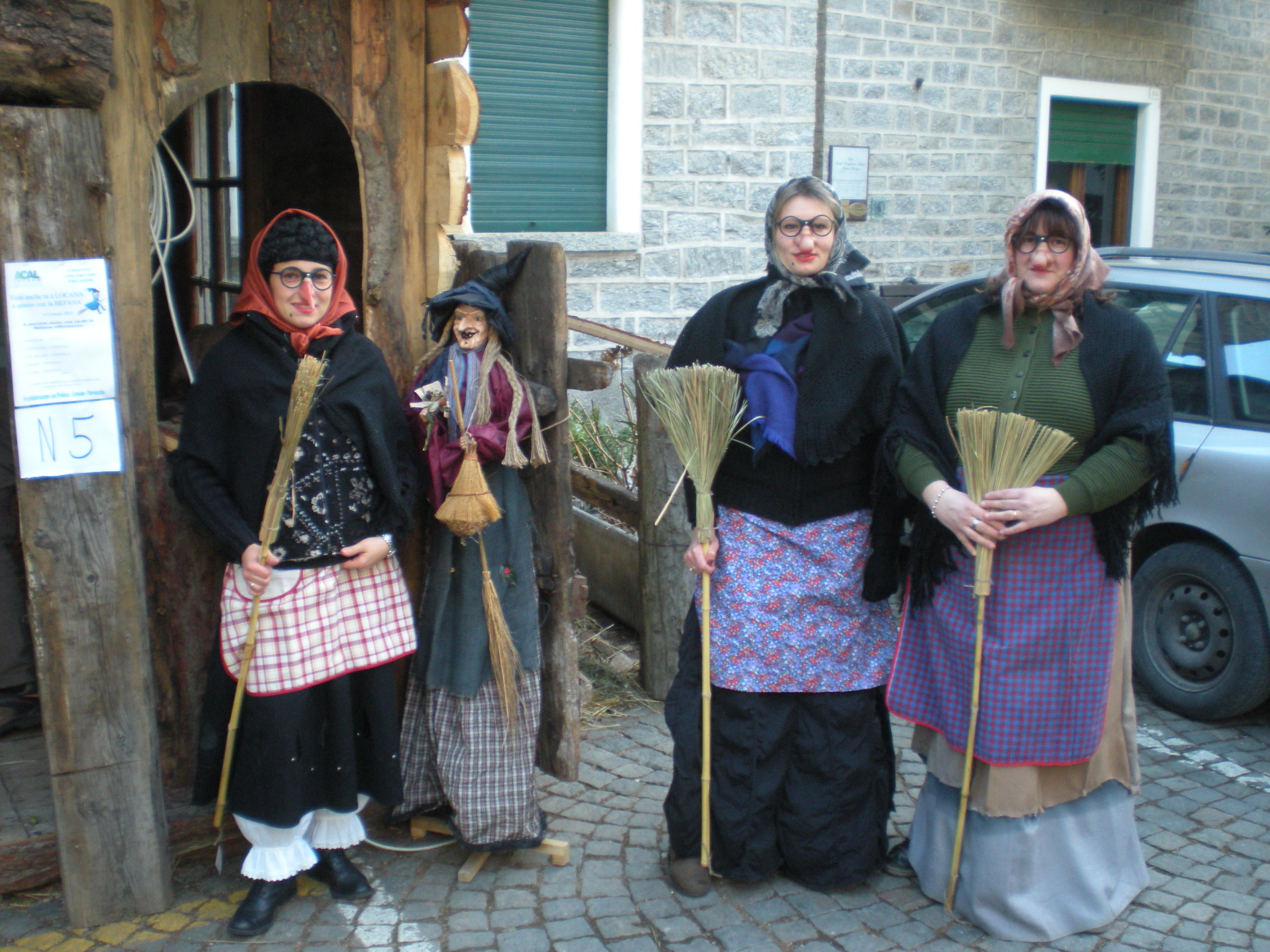
Befane in costume
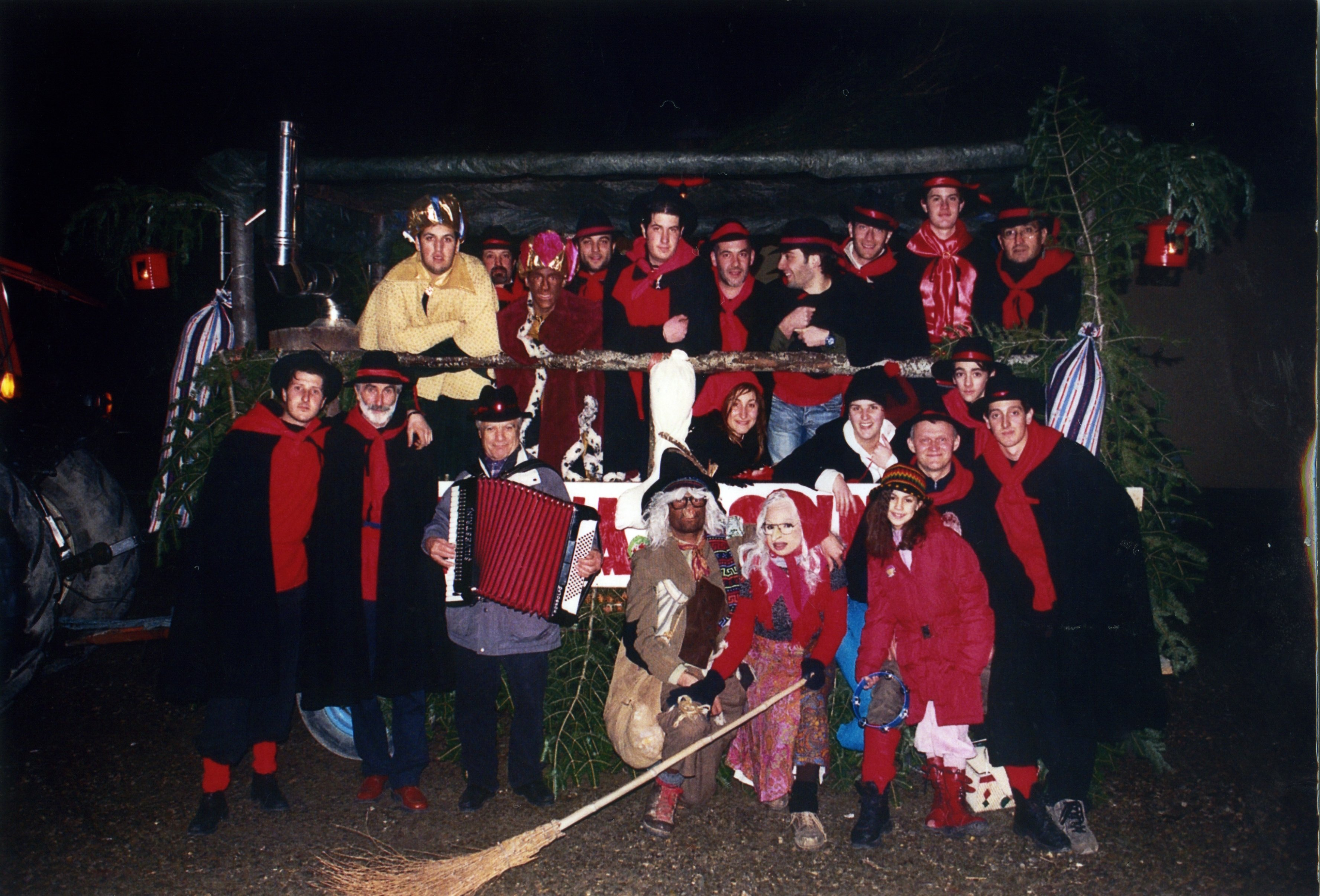
Festa della Befana a Spinello di Santa Sofia